# Úslava
Úslava (anterior Bradlava) este un râu din Republica Cehă, un afluent din dreapta al râului Berounka, în care se varsă în Plzeň, la o altitudine de 299,1 de metri deasupra nivelului mării. Râul curge prin regiunea Plzeň și are o lungime de 96,3 kilometri (59,8 mi). Bazinul său hidrografic are o suprafață de 755,7 kilometri pătrați (291,8 mi2).
Mai multe mori sunt aliniate de-a lungul cursului râului: Moara de apă Bešťák din Plánička (monument cultural), Moara din Žinkovy, Moara Castelului (Zámecký mlýn) din Hradiště (monument cultural).

## Etimologie
Până la începutul secolului al XVIII-lea, râul a fost numit Bradlava. Numele a apărut pentru prima dată în 1266 ca Bradaua. În secolele următoare, numele a fost scris și ca Radawa, Bradava, Brádava și Bradlavka.
În 1712, cartograful cistercian Mauritius Vogt⁠(d) a confundat Bradlava cu Úhlava în cartea sa și, de asemenea, a făcut o greșeală de tipar când a scris că râul se numește Úslava. De atunci, a fost folosit numele Úslava în loc de Bradlava.

## Geografie

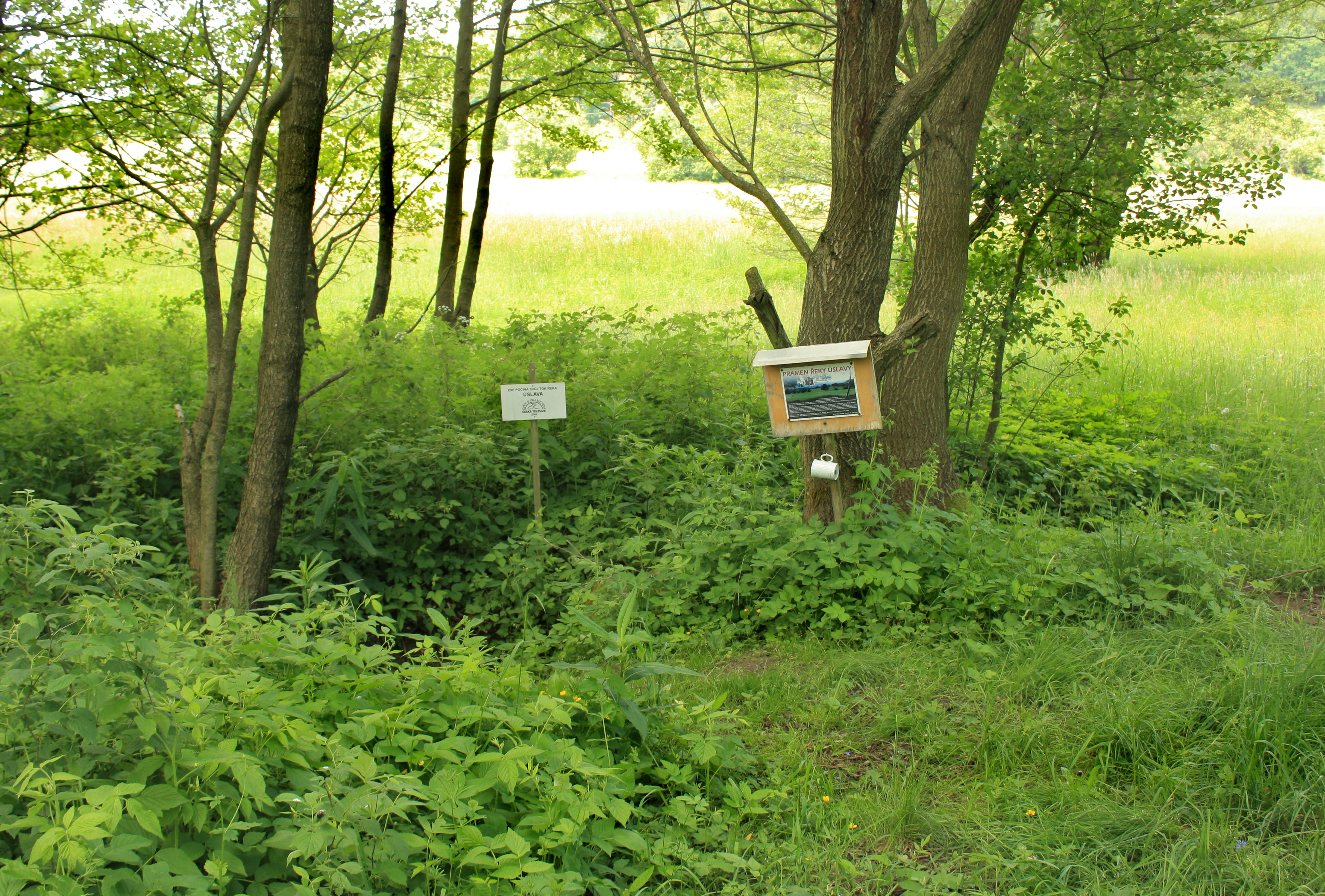
Izvorul râului Úslava

Úslava își are originea pe teritoriul comunei Kolinec⁠(d) (districtul Klatovy) din Munții Blatná, la o altitudine de 637 m (2.090 ft), pe versantul muntelui Zálužnice și curge spre Plzeň, unde se varsă în râul Berounka la o altitudine de 299 m (981 ft). Úslava are o lungime de 96,3 kilometri (59,8 mi). Bazinul său hidrografic are o suprafață de 755,7 kilometri pătrați (291,8 mi2).
Cei mai lungi afluenți ai râului Úslava sunt:
| Nume afluent     | Lungime (km) | Afluent de |
| ---------------- | ------------ | ---------- |
| Bradava          | 21.7         | dreapta    |
| Myslívský potok  | 19.1         | dreapta    |
| Kornatický potok | 17.8         | dreapta    |
| Podhrázský potok | 13.5         | stânga     |
| Ton              | 11.8         | dreapta    |
| Chocenický potok | 10.7         | stânga     |

## Așezări
Râul curge prin teritoriile comunelor Kolinec⁠(d), Číhaň⁠(d), Zavlekov⁠(d), Hnačov⁠(d), Plánice⁠(d), Újezd u Plánice⁠(d), Mlýnské Struhadlo⁠(d), Neurazy⁠(d), Žinkovy⁠(d), Prádlo⁠(d), Klášter⁠(d), Vrčeň⁠(d), Srby⁠(d), Ždírec⁠(d), Blovice, Zdemyslice⁠(d), Žákava⁠(d), Nezvěstice⁠(d), Šťáhlavy⁠(d), Starý Plzenec și Plzeň.

## Corpuri de apă
În zona bazinului său hidrografic se găsesc 78 de corpuri de apă care sunt mai mari de 1 hectar. Cele mai mari dintre acestea sunt iazurile Kovčínský cu o suprafață de 99 ha (240 acri) și Myslivský cu o suprafață de 63 ha (160 acri).
Mai multe iazuri de pește au fost amenajate direct pe Úslava; cele mai mari dintre ele sunt Hnačovský, Žinkovský și Labuť.

## Turism
În cea mai mare parte a anului, râul Úslava nu este potrivit pentru turismul fluvial din cauza lipsei de apă.